# Almaty Grand Prix
L'Almaty Grand Prix è un torneo internazionale di judo tenutosi a Almaty, Kazakistan. Ha fatto  parte del circuito IJF World Tour.

## Edizioni
Di seguito la tabella delle ultime edizioni del meeting.
| Edizione | Anno | Data            | Circuito            | Dettagli               | Rif.  |
| -------- | ---- | --------------- | ------------------- | ---------------------- | ----- |
| 1°       | 2013 | 28-29 settembre | IJF World Tour 2013 | Almaty Grand Prix 2013 | [ 1 ] |
| 2°       | 2016 | 13-15 maggio    | IJF World Tour 2016 | Almaty Grand Prix 2016 | [ 2 ] |